# Castellina Marittima
Castellina Marittima là một đô thị ở tỉnh Pisa trong vùng Toscana thuộc Ý, có cự ly khoảng 70 km về phía tây nam của Florence và khoảng 35 km về phía đông nam của Pisa.
The territory of Castellina Marittima giáp các đô thị: Cecina, Chianni, Riparbella, Rosignano Marittimo, Santa Luce.